# Cedars-Sinai Medical Center
Das Cedars-Sinai Medical Center (anhörenⓘ) ist ein Non-Profit-Krankenhaus in Los Angeles, USA.

## Geschichte und Schwerpunkte
Gegründet wurde es 1902 unter dem Namen Kaspare Cohn Hospital. Es ist ein multidisziplinäres akademisches Zentrum und Teil des Cedars-Sinai-Health-Systems. Das Cedars-Sinai Medical Center dient als Ausbildungskrankenhaus unter anderem für die David Geffen School der UCLA und die University of Southern California. Der Personalkörper besteht aus ca. 2000 Ärzten und 10.000 weiteren Angestellten und betreut stationär bis zu 958 Patienten.

## Bekannte Mitarbeiter
- Harold Jeremy Swan entwickelte zusammen mit William Ganz im Jahre 1970 den Swan-Ganz-Katheter.
- David Ho war Assistenzarzt im Cedars, als er mit den ersten Berichten über AIDS in Berührung kam. Seit dieser Zeit arbeitet er in der AIDS-Forschung. Er war einer der ersten Wissenschaftler, die erkannten, dass AIDS durch ein Virus verursacht wird.
- Keith Black ist Neurologe.
- Helen Landgarten arbeitete dort als Kunstpsychotherapeutin in der psychiatrischen Abteilung.
- Myron Prinzmetal arbeitete im Labor.
- Irving L. Lichtenstein  entwickelte eine nach ihm benannte Operationstechnik, mit der die Behandlung von Hernien grundlegend verbessert wurde, und gilt aus diesem Grund als Pionier der Hernienchirurgie.
- Franz Daschner war dort Infectious Disease Fellow.
- John Hans Menkes war Neurologe und Leiter der Pädiatrischen Neurologie und gilt als Entdecker der Menkes-Krankheit.